# Jetzt erst recht
Jetzt erst recht è l'album d'esordio europeo della cantante tedesca LaFee.
Uscito nel 2007 in Germania e Austria, è stato poi successivamente ripubblicato nel 2008 in gran parte dell'Europa segnando il suo esordio oltre i confini nazionali.
Dall'album sono stati estratti tre singoli, Heul doch (Piangi), Beweg dein Arsch (Muovi il sedere) e Wer bin ich (Chi sono io?).

## Tracce
1. "Jetzt erst recht" - 4:09
2. "Heul doch" - 4:02
3. "Du bist schön" - 3:29
4. "Der Regen fällt" - 4:36
5. "Beweg dein Arsch" - 2:42
6. "Wer bin ich" - 4:29
7. "Küss mich" - 4:40
8. "Zusammen" - 4:05
9. "Stör ich" - 4:01
10. "Für dich" - 3:48
11. "Weg von dir" - 3:55
12. "Heiß" - 3:26

### Bravo Edition
Il 23 novembre 2007 è stata pubblicata un'edizione speciale per la rivista tedesca Bravo che contiene le tracce originali e alcune bonus tracks.
1. "Es tut weh" - 4:02
2. "Warum" (versione orchestra) - 3:57
3. "Der Regen fällt" (versione orchestra) - 4:12
4. "Weg von dir" (versione orchestra) - 3:53
5. "Wer bin ich" (versione orchestra) - 4:28
6. "Sterben für dich" (versione orchestra) - 3:03

## Classifiche
| Classifica (2007) | Posizione raggiunta |
| ----------------- | ------------------- |
| Austria           | 1                   |
| Svizzera          | 14                  |
| Francia           | 79                  |